# مارسل برره
مارسل برره (انگلیسی: Marcel Berré؛ ۱۲ نوامبر ۱۸۸۲ – ۲۷ اکتبر ۱۹۵۷) ورزشکار شمشیربازی اهل بلژیک بود.
وی در مسابقات کشوری و بین‌المللی در مجموع برندهٔ ۱ مدال نقره شده‌است.